# Gadolinita
Gadolinita és el nom amb què es coneix habitualment a dues espècies minerals: gadolinita-(Ce) i gadolinita-(Y). Les dues espècies són silicats, del subgrup dels nesosilicats. També dona nom al supergrup, al grup i al subgrup de la gadolinita.
Aquest mineral va rebre el seu nom l'any 1800 en honor de Johan Gadolin, mineralogista i químic finès que va aïllar per primera vegada un òxid d'itri a partir d'aquest mineral en 1792. La terra rara anomenada gadolini va rebre el nom de la mateixa font. No obstant això, malgrat la semblança del nom, la gadolinita no conté més que petites traces d'aquest element. Totes dues espècies poden ser lleugerament radioactives degut a un lleu contingut d'urani i/o de tori.

## Formació i jaciments
És un mineral típic de les pegmatites granítiques o sienites, per tant format a partir del material d'una cambra magmàtica. També es troba en roques metamòrfiques alpines. Els cristalls més grans es troben a Noruega, encara que també existeixen importants jaciments en Suècia i Estats Units. És important la seva extracció en mines, per a l'obtenció de minerals com l'itri, el tori i altres terres rares. A més, també té importància científica i de col·leccionisme.

## Supergrup de la gadolinita
El supergrup de la gadolinita està dividit en dos grups: el grup de la gadolinita i el grup de l'herderita. El grup de la gadolinita està format per dos subgrups: el subgrup de la gadolinita i el subgrup de la datolita. El grup de l'herderita està format també per dos grups: el subgrup de l'herderita i el subgrup de la drugmanita.
| Grup de la gadolinita    | Grup de la gadolinita                | Grup de la gadolinita  | Grup de la gadolinita  | Grup de l'herderita    | Grup de l'herderita    | Grup de l'herderita      | Grup de l'herderita           |
| Subgrup de la gadolinita | Subgrup de la gadolinita             | Subgrup de la datolita | Subgrup de la datolita | Subgrup de l'herderita | Subgrup de l'herderita | Subgrup de la drugmanita | Subgrup de la drugmanita      |
| Espècie                  | Fórmula                              | Espècie                | Fórmula                | Espècie                | Fórmula                | Espècie                  | Fórmula                       |
| ------------------------ | ------------------------------------ | ---------------------- | ---------------------- | ---------------------- | ---------------------- | ------------------------ | ----------------------------- |
| Calcibeborosilita-(Y)    | (Y,Ca)₂(□,Fe2+)(B,Be)₂[SiO₄]₂(OH,O)₂ | Datolita               | Ca(HBSiO₅)             | Bergslagita            | CaBeAsO₄(OH)           | Drugmanita               | Pb₂(Fe3+,Al)(PO₄)(PO₃OH)(OH)₂ |
| Gadolinita-(Ce)          | (Ce,La,Nd,Y)₂Fe2+Be₂Si₂O10           | Homilita               | Ca₂(Fe2+,Mg)B₂Si₂O10   | Herderita              | CaBePO₄(F,OH)          |                          |                               |
| Gadolinita-(Nd)          | Nd₂Fe2+Be₂O₂(SiO₄)₂                  |                        |                        | Hidroxilherderita      | CaBe(PO₄)(OH,F)        |                          |                               |
| Gadolinita-(Y)           | Y₂Fe2+Be₂Si₂O10                      |                        |                        |                        |                        |                          |                               |
| Hingganita-(Ce)          | (Ce,REE)₂(□,Fe2+)Be₂[SiO₄]₂(OH)₂     |                        |                        |                        |                        |                          |                               |
| Hingganita-(Y)           | (Y,REE,Ca)₂(□,Fe2+)Be₂[SiO₄]₂(OH)₂   |                        |                        |                        |                        |                          |                               |
| Hingganita-(Yb)          | (Yb,Y,REE)₂□Be₂[SiO₄]₂(OH)₂          |                        |                        |                        |                        |                          |                               |
| Minasgeraisita-(Y)       | CaBe₂Y₂Si₂O10                        |                        |                        |                        |                        |                          |                               |